# Billy Idol (album)
A Billy Idol című lemez a brit rockénekes, Billy Idol első nagylemeze. Közvetlenül az 1981-es Don't Stop című EP-je után. Stílusát tekintve rockalbum, erőteljes new wave hatásokkal. Producere Keith Forsey volt. Megjelenésekor jól fogadta a közönség és a kritika is, a Billboard 45. helyéig jutott, és az Egyesült Államokban aranylemez státuszt ért el.
Három kislemez jelent meg róla: a "Dancing With Myself" már a lemez megjelenése előtt, a "Hot in the City" nagyjából egy időben vele, és valamivel később a "White Wedding" került kiadásra. Az első kiadást egy évvel később újabb követte, ami új borítót kapott, és felkerült rá a "Dancing With Myself" is. A "Hot In The City" már a "Don't Stop EP"-re fel lett véve, de a kiadó úgy döntött, hogy a dal túl jó ahhoz, hogy csak egy dala legyen a sok közül, ezért inkább kislemezként adták ki, majd később került rá a nagylemezre. A "White Wedding" mint "Part 1" szerepel a lemezen, azért, mert a kislemezváltozaton hallható a kevésbé ismert, inkább szintetizátor-alapú folytatás, a "Part 2"
2002-ben digitálisan feljavított változatban ismét megjelent, 2023. július 28-án pedig kétlemezes újrakiadásban, amelyen a "White Wedding" azelőtt még soha nem hallott 12 perces remixe mellett egy 1982-es koncertfelvétel is helyet kapott.

## Az album dalai
Az összes dal szerzője Billy Idol, kivéve, ahol más is jelölve van. 
| 1.    | Come On, Come On       | Billy Idol, Steve Stevens | 4:00 |
| 2.    | White Wedding (Part 1) | Idol                      | 4:12 |
| 3.    | Hot in the City        | Idol                      | 3:40 |
| 4.    | Dead on Arrival        | Idol                      | 3:54 |
| 5.    | Nobody's Business      | Idol                      | 4:06 |
| 6.    | Love Calling           | Idol, Keith Forsey        | 4:48 |
| 7.    | Hole in the Wall       | Idol                      | 4:14 |
| 8.    | Shooting Stars         | Idol, Stevens             | 4:30 |
| 9.    | It's So Cruel          | Idol, Philip Hawk         | 5:20 |
| 10.   | Congo Man              | Idol, Forsey              | 1:08 |
| 11.   | Dancing with Myself    | Idol, Tony James          | 3:20 |
| 42:03 |                        |                           |      |

A "Dancing With Myself" csak az 1983-as második kiadáson és a  2002-es CD-kiadáson szerepel.

### 2023-as újrakiadás
A "Dancing With Myself" helyett a több mint 12 perc hosszúságú "White Wedding" (Clubland Extended Remix) hallható. A második lemezen az alábbi dalok hallhatóak:
| #   | Cím                                                                         | Hossz |
| --- | --------------------------------------------------------------------------- | ----- |
| 1.  | "Baby Talk" (Live from The Roxy, West Hollywood, August 12, 1982)           | 3:12  |
| 2.  | "Untouchables" (Live from The Roxy, West Hollywood, August 12, 1982)        | 4:01  |
| 3.  | "Come On, Come On" (Live from The Roxy, West Hollywood, August 12, 1982)    | 4:50  |
| 4.  | "Hot in the City" (Live from The Roxy, West Hollywood, August 12, 1982)     | 4:05  |
| 5.  | "Dead on Arrival" (Live from The Roxy, West Hollywood, August 12, 1982)     | 4:12  |
| 6.  | "Heavens Inside" (Live from The Roxy, West Hollywood, August 12, 1982)      | 3:00  |
| 7.  | "Ready Steady Go" (Live from The Roxy, West Hollywood, August 12, 1982)     | 3:18  |
| 8.  | "Hole in the Wall" (Live from The Roxy, West Hollywood, August 12, 1982)    | 5:12  |
| 9.  | "Shooting Stars" (Live from The Roxy, West Hollywood, August 12, 1982)      | 4:24  |
| 10. | "Kiss Me Deadly" (Live from The Roxy, West Hollywood, August 12, 1982)      | 5:10  |
| 11. | "White Wedding" (Live from The Roxy, West Hollywood, August 12, 1982)       | 6:48  |
| 12. | "Nobody's Business" (Live from The Roxy, West Hollywood, August 12, 1982)   | 4:44  |
| 13. | "Dancing with Myself" (Live from The Roxy, West Hollywood, August 12, 1982) | 5:47  |
| 14. | "Mony Mony" (Live from The Roxy, West Hollywood, August 12, 1982)           | 4:29  |
| 15. | "Triumph" (Live from The Roxy, West Hollywood, August 12, 1982)             | 3:58  |

A "Mony Mony" kedvcsinálóként már 2023- július 7-én elérhetővé vált az interneten.

## Közreműködtek
- Billy Idol – ének
- Steve Stevens – gitár
- Phil Feit – basszusgitár
- Steve Missal – dobok

### További közreműködők
- Stephanie Spruill – vokál
- Keith Forsey – dobok ("White Wedding (Part 1)", "Hot in the City", "Love Calling")
- Ashley Otten – gitár ("Hot in the City")
- Mick Smiley – basszusgitár ("Hot in the City")
- Steve New − gitár (Dancing With Myself)
- Steve Jones − gitár (Dancing With Myself)
- Tony James – basszusgitár (Dancing With Myself)
- Terry Chimes – dobok (Dancing With Myself)

## Helyezések, eladások és minősítések
| Listák (1982)     | Legjobb helyezés |
| ----------------- | ---------------- |
| USA Billboard 200 | 45               |
| Ausztrália        | 66               |
| Új-Zéland         | 5                |
| Svédország        | 49               |

| Ország (szervezet)                               | Minősítés | Eladások |
| ------------------------------------------------ | --------- | -------- |
| Kanada (Music Canada)                            | Platina   | 100 000^ |
| Új-Zéland (RMNZ)                                 | Platina   | 15000^   |
| Egyesült Államok (RIAA)                          | Arany     | 500 000^ |
| ^ Eladási adat csak eredeti tanúsítvány alapján. |           |          |

## Fordítás
Ez a szócikk részben vagy egészben  a   Billy Idol (album) című angol Wikipédia-szócikk ezen változatának fordításán alapul.  Az eredeti cikk szerkesztőit annak laptörténete sorolja fel. Ez a jelzés csupán a megfogalmazás eredetét és a szerzői jogokat jelzi, nem szolgál a cikkben szereplő információk forrásmegjelöléseként.